# کای میکی
کای میکی (انگلیسی: Kai Miki؛ زادهٔ ۱۹ آوریل ۱۹۹۳) بازیکن فوتبال اهل ژاپن است.